# Kazanów (Mazovie)
Pour les articles homonymes, voir Kazanów.
Kazanów (prononciation : [kaˈzanuf]) est un village polonais de la gmina de Kazanów dans le powiat de Zwoleń de la voïvodie de Mazovie dans le centre-est de la Pologne.
Il est le siège administratif de la gmina appelée gmina de Kazanów.
Il se situe à environ 13 kilomètres au sud-ouest de Zwoleń (siège du powiat) et 110 kilomètres au sud de Varsovie (capitale de la Pologne).
Le village compte une population d'environ 460 habitants.

## Histoire
De 1975 à 1998, le village appartenait administrativement à la voïvodie de Radom.